# Франсуа Дюлісс
Франсуа Дюлісс (фр. François Dulysse, нар. 13 квітня 1999, Лексінгтон) — гаїтянський футболіст, захисник албанського клубу «Егнатія» та національної збірної Гаїті. Виступав також за низку американських клубів. Чемпіон Албанії. Володар Кубка Албанії. Володар Суперкубка Албанії.

## Клубна кар'єра
Франсуа Дюлісс народився 1999 року в американському місті Лексінгтон. Під час навчання в коледжі грав за команду навчального закладу «ЮСФ Найтс». У 2018 році Дюлісс грав у складі молодіжної команди клубу «Портланд Тімберс».
У 2019 році гаїтянський футболіст грав у складі клубу другої USL «Треже Коуст Тритонс», а в 2019—2020 роках грав за університетську команду «Манхеттен Ясперс».
У 2021 році Дюлісс грав у складі другої команди клубу «Нью-Інгленд Революшн», а в 2022—2023 роках грав у складі команди першої USL «Фуего».
З 2024 року Франсуа Дюлісс грає у складі албанського клубу «Егнатія». У складі команди гаїтянський футболіст став чемпіоном Албанії, володарем Кубка Албанії та володарем Суперкубка Албанії.

## Виступи за збірні
Протягом 2018—2021 років Франсуа Дюлісс грав у складі молодіжної збірної Гаїті. На молодіжному рівні зіграв у 6 офіційних матчах.
У 2021 році Дюлісс дебютував у складі національної збірної Гаїті. У складі збірної був учасником розіграшу Золотого кубка КОНКАКАФ 2021 року у США. Станом на початок 2025 року зіграв у складі національної збірної 13 матчів, у яких забитими голами не відзначився.

## Титули і досягнення
- Чемпіон Албанії (2):

«Егнатія»: 2023–2024, 2024–2025
- Володар Кубка Албанії (1):

«Егнатія»: 2023–2024
- Володар Суперкубка Албанії (1):

«Егнатія»: 2024